# 福克斯 (阿肯色州)
福克斯（英語：Fox）是位於美國阿肯色州斯通縣的一個非建制地區。該地的面積和人口皆未知。

## 地理
福克斯的座標為35°47′29″N 92°17′52″W / 35.79139°N 92.29778°W，而該地的平均海拔高度為431米（即1414英尺）。